# Platypeza femina
Platypeza femina is een vliegensoort uit de familie van de breedvoetvliegen (Platypezidae). De wetenschappelijke naam van de soort is voor het eerst geldig gepubliceerd in 1966 door Kessel and Kessel.